# Kanton Toulon-1
Der Kanton Toulon-1 ist seit 1901 ein französischer Wahlkreis im Arrondissement Toulon, im Département Var und in der Region Provence-Alpes-Côte d’Azur. Er besteht aus dem südlichen Teil der Stadt Toulon mit insgesamt 52.697 Einwohnern (Stand: 2022).